# Friche Belle de Mai
Pour les articles homonymes, voir Belle de Mai (homonymie).
 (juin 2021).
Si vous disposez d'ouvrages ou d'articles de référence ou si vous connaissez des sites web de qualité traitant du thème abordé ici, merci de compléter l'article en donnant les références utiles à sa vérifiabilité et en les liant à la section « Notes et références ».
La Friche la Belle de Mai est une friche culturelle à Marseille regroupant des lieux de travail artistiques et culturels, des salles de spectacle et d'exposition. Plus de soixante structures artistiques et culturelles de toutes disciplines (théâtre, danse, musique, art contemporain, radio) la font vivre.

## Description
La Friche, ouverte en 1992, est construite dans l'ancienne manufacture des tabacs de Marseille, dans le quartier de la Belle de Mai. Se présentant elle-même comme un « pôle d'auteurs », la Friche axe son action avant tout sur la création et la production d'œuvres.
La friche a permis d'aménager, année après année, ateliers d'artistes, studio de répétitions, fablab, ateliers de construction qui accueillent des résidents permanents et temporaires.
Elle est aussi un lieu de diffusion avec des salles de spectacles comme celle du Cabaret aléatoire, des Plateaux, ou de la Cartonnerie, des lieux d'expositions avec le panorama ou les salles de la tour. La Friche accueille des producteurs dans toutes les disciplines comme Fraeme, Triangle-Astérides, Documents d'Artistes, le Dernier Cri, pour les arts plastiques ; le Théâtre Massalia, le Théâtre de Cuisine, l'Erac, Marseille Objectif Danse, la Cie Cervantés, la Liseuse, la Réplique pour le théâtre et la danse ; l'Ami, le Gmem, Cola Production pour la musique ; la Marelle, le Bec en l'Air et Alphabetville pour l'écriture et la pensée ; Lieux Fictifs, Shellac, Instants Vidéo, Lemon et Le Labo d'image pour l'audiovisuel ; Zinc pour les écritures numériques.
Des médias y sont implantés comme Radio Grenouille et Radio Galère. Une crèche de la Friche accueillant 60 enfants est implantée et une école primaire ouvrira en 2022. Le développement économique est soutenu depuis l'origine du projet et a permis de développer sur l'îlot 2 un Pôle média. La Friche poursuit ce travail avec des structures comme Intermade et Dynamo, pépinière à projets. Un skatepark y a ouvert en 2009 géré par BSM (Board Spirit Marseille) et un intense travail d'ouverture sur le quartier a été mené durant 20 ans, permettant d’accueillir toutes les pratiques culturelles urbaines. La Maison du Vallon et la maison pour tous Belle de Mai travaillent avec les producteurs du site à l'accompagnement adapté de jeunes publics.
Les grandes Tables ont ouvert en 2006 et sont avec la librairie-café de la Salle des Machines et le Skateshop des réussites de l'économie du tiers secteur.
Plus globalement la Friche a participé et milite pour que les lieux indépendants et les tiers lieux incarnent la dimension culturelle des espaces publics dans lesquelles la place des artistes et le rôle des publics soient considérés comme moteur des mutations politiques, économiques, sociales, éducatives et urbaines de notre temps.

## Histoire
En 1990, sous le mandat du maire Robert Vigouroux, Christian Poitevin, élu à la culture, sollicite Phillippe Foulquié, directeur du Massalia, théâtre de marionnettes, et Alain Fourneau, directeur du théâtre de recherche les Bernardines, pour investir avec des actions artistiques, les friches de la ville, dont l'étendue s'élève à l'époque à plus de 600 hectares selon l'agence d'urbanisme. L'association Système Friche Théâtre est créée, et Fabrice Lextrait en est le coordinateur. Après des expériences dans le quartier de Bougainville, sur la Canebière et aux Catalans, l'association obtient une convention avec la Régie des Tabacs, la Seita, qui vient de fermer ses 120 000 m2 de la Belle de Mai. Ce site historique reprend vie, grâce à des conventions d'occupations précaires en 1992, l'association investissant 45 000 m2 du site. Fondé avec des projets théâtraux et chorégraphiques, la Friche s'ouvre très vite à la musique, aux arts plastiques, aux cultures urbaines.
La présidence de l'association par Jean Nouvel va permettre à Jean-Claude Gaudin d'intégrer ce projet porté par la société civile comme une des priorités de son mandat. Avec l'appui de Michel Duffour, secrétaire d'État ayant développé une politique pour les « nouveaux territoires de l'art » en 2001/2002 et dix ans plus tard de la tenue de l'année capitale culturelle européenne, La Friche génère depuis 1992 une aventure artistique, culturelle, économique et politique singulière. Le choix de création de l'une des premières société coopérative d'intérêt collectif (SCIC) à caractère culturel va permettre d'écrire un nouveau chapitre de l'histoire du site, grâce à l'engagement des résidents dans le portage du projet. Alban Corbier-Labasse est le directeur de la SCIC depuis 2021, Marc Bollet en étant le président.

## Marseille Capitale Européenne de la Culture 2013
La Friche est au cœur du projet MP2013. Elle bénéficie de grands travaux d'aménagements qui permettent l'accès au toit du bâtiment. Grâce à ce nouvel espace La Friche peut accueillir de nouveaux type d'évènements. Le nombre de visiteur augmente très fortement : en 2013, 500 000 visiteurs ont ainsi visité le site.

## Parole d'Artistes
La Parole d'Artiste, constitutive de La Friche est un acte, un engagement sociétal qui tente de mettre en mouvement la société, d'en bouleverser les codes et les repères. La Parole d'artiste, n'est pas à La Friche une parole sacrée, mais une parole ouvrant au débat. Pour exprimer La Friche, son histoire, comme son devenir, les projets des artistes sont indispensables et ce, au-delà de leurs œuvres. La permanence de leurs présences permet de construire de nouveaux rapports aux publics et aux populations. La friche est le terrain des « Hypothèses et tentatives d'artistes ».

## Architecture
La Friche est un projet qui par sa nature (l'usage de friches industrielles) et par ses présidents, Jean Nouvel et Patrick Bouchain, a toujours placé l'architecture au centre de ses enjeux. Dès le projet culturel pour un projet urbain en 1995, la Friche a affirmé la nature politique de son projet pouvant à partir de l'action artistique réinventer un quartier historique marseillais en grande souffrance. La présidence de la société coopérative d'intérêt collectif par Patrick Bouchain dès sa fondation en 2008 a marqué comment « L'Air de ne pas y toucher » l'approche sensible de la modification architecturale du site par Matthieu Poitevin pouvait être produite.
À l’occasion de la Capitale européenne de la culture, la Friche a construit La Tour-Panorama, nouvel espace de 4 000 m2 de diffusion pour l’art contemporain, ouvre au public. Une extension du bâtiment est posée en toiture des Magasins et reliée à la tour. Le bâtiment des Magasins est réhabilité en bureaux et ateliers pour les artistes et producteurs résidents (7 500 m2 de locaux créés) et son toit-terrasse — belvédère sur la ville — est réaménagée pour offrir un vaste espace ouvert au public de 8 000 m2. En octobre 2013 sont inaugurés les Plateaux, deux salles de spectacles pouvant respectivement accueillir 370 et 150 personnes (jauge gradinée). L'Ists, L'Erac, la Crèche, la Cartonnerie, les aires de jeux, le parking sont autant de propositions architecturales inscrivant La Friche dans la création contemporaine architecturale.

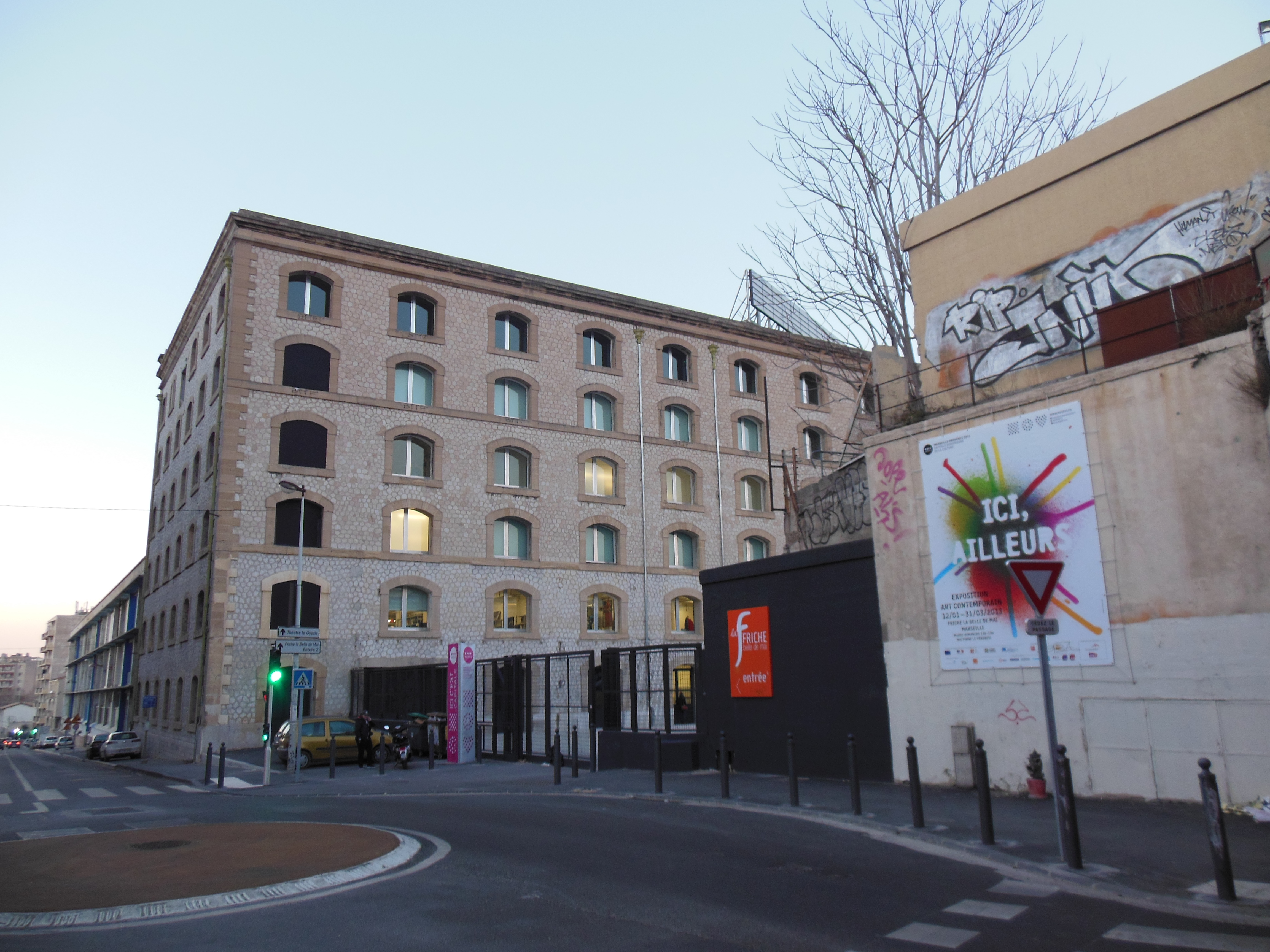
Entrée rue Jobin.
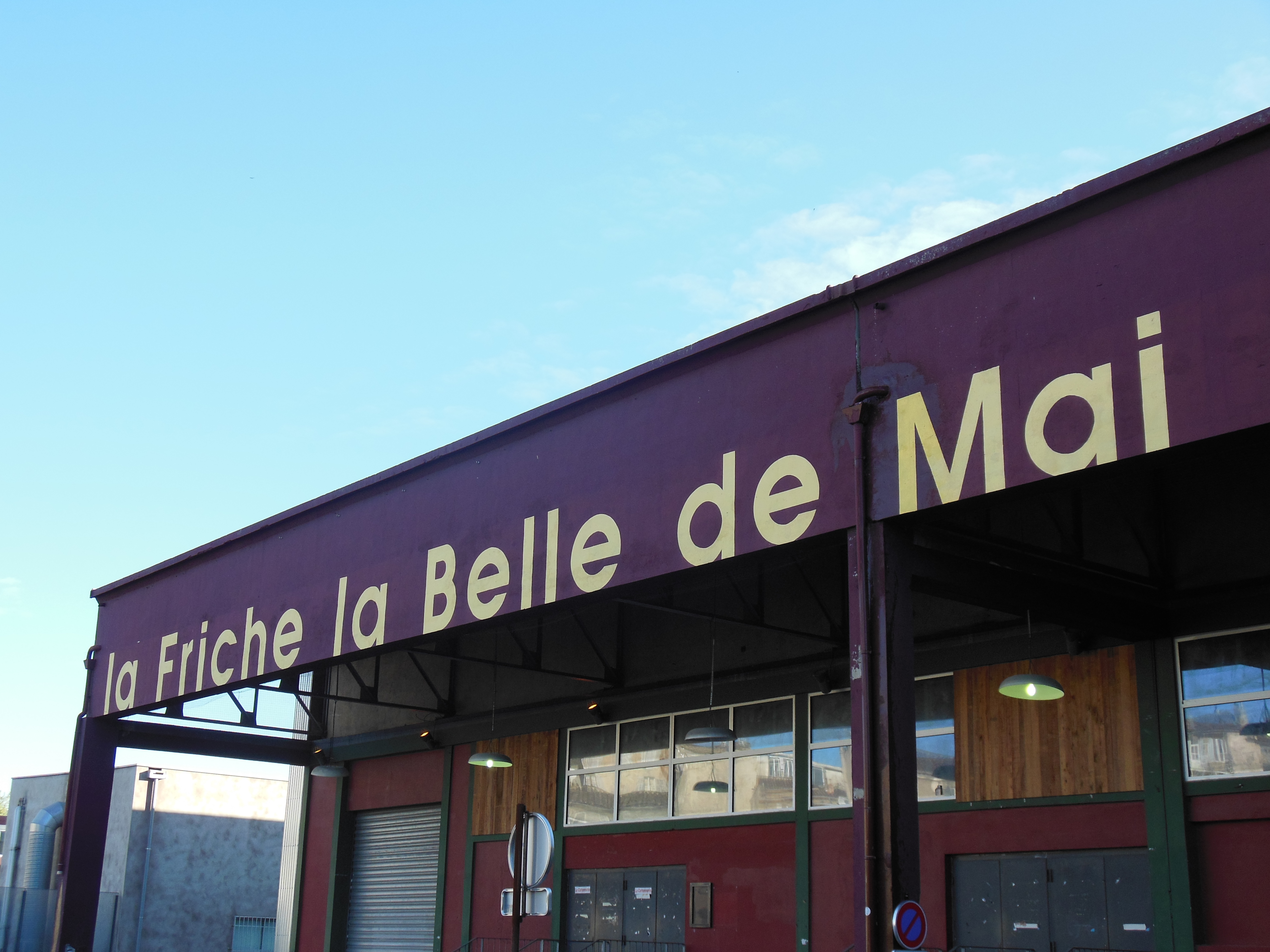
Entrée rue François-Simon.
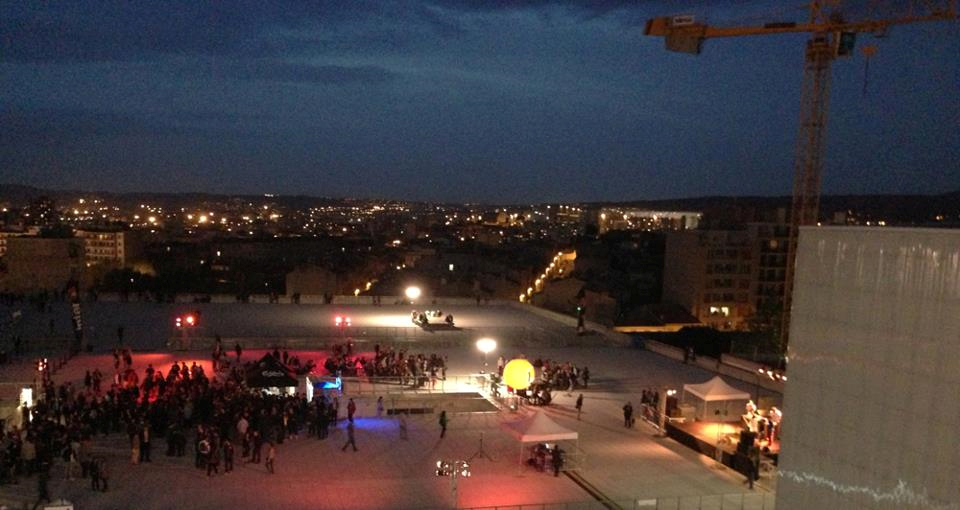
Événement sur la terrasse.

## Actions culturelles territoriales
- 2014 : création du cinéma Le Gyptis au cœur du quartier de la Belle de Mai
- 2015 : construction de l'Institut Méditerranéen des Métiers du Spectacle (maîtrise d’Œuvre Duchier – Pietra). Ce nouvel équipement rassemble  les élèves de 3ème année de l’École Régionale d’Acteurs de Cannes – Marseille (ERACM) et les élèves techniciens du Centre de Formation des Apprentis piloté par l’ISTS d’Avignon. Un café – librairie « La salle des Machines » est ouvert. Il jouxte le Playground, aire de sports urbains créée dans le prolongement du skate park.
- 2017 : création d’une Plateforme destinée aux activités pour les jeunes, y associant plusieurs résidents et partenaires (Maison du Vallon, Maison pour Tous, Môm’Friche). La Place des Quais, espace de détente, librement appropriable, est construite à cette période, le long des voies ferrées.
- 2018 : inauguration de l'exposition Lieux Infinis par le Pavillon français de la Biennale d’Architecture de Venise. La Friche et son histoire figuraient dans cette exposition témoignant de la necessité de poursuivre notre quête d’infinitude pour se projeter dans l’avenir à la recherche de nouvelles pratiques et de nouveaux usages, avec la certitude que l’art et la culture sont vecteurs de régénération urbaine et sociale.